# Centaurea kirmacii
Centaurea kirmacii — вид рослин роду волошка (Centaurea), з родини айстрових (Asteraceae).

## Опис рослини
Це багаторічна рослина з дерев'яною основою, з численними простими прямовисними або висхідними стеблами, 7–15 см. Листки нероздільні, яйцюваті або лопатчасті, хвилеподібні, густо-сіро-запушені; листки при основі лопатчасті, зазвичай в'януть при плодоношенні, на короткій ніжці, 2–5.5 × 0.5–1.2 см; нижні стеблові листки від лопатчастих до вузькояйцюватих, 1.5–2.5 × 0.6–1.2 см; серединні та верхні листки схожі, яйцюваті, 14–20 × 7–11 мм, сидячі. Квіткові голови поодинокі на кінцях гілок. Кластер філаріїв (приквіток) 20–23 × 14–15 мм, біля основи густо волохатий, вузько-яйцювато-довгастий; придатки по центру від солом'яного до кремового кольору. Квітки жовті. Сім'янки зворотно-яйцюваті, 4–4.5 × 1.8–2.0 мм, блискуче кремові або кремово-жовті, голі; папус простий, у довжину 8–10 мм, лускатий, кремово-жовтий.

## Середовище проживання
Ендемік Туреччини (Анатолія).